# Караякуповська культура
Караякуповська культура - археологічна культура на Південному Уралі. Дослідниками караякуповська культура спільно з кушнаренковською культурою співставляється з уграми, предками угорців або з протобашкирами.
Караякуповська культура вписується в межі Історичного Башкортостану IX-Х століть. Іноді її називають культурою ранніх башкирів.
Названа по Кара-Якуповському городищу поблизу села Кара-Якупово (Чишмінський район Башкортостану).
Безліч пам'яток караякуповської культури складають поселення. Це Караякуповське, Старо-Калмашевське, Чатринське, Таптиковське, Кушнаренковське, Чукраклінське, Удєльно-Дуванейське, Сасикульське, Давлекановське городища. Площа городищ складає до 1000 кв. метрів. Розташовувалися вони на височинах, були укріплені одним-двома невисокими валами і ровами.
Культура представлена також земляними курганами діаметром 8-10 м, висотою 40-60 см над могилами. Близько могил і всередині них зустрічаються сліди ритуальних поховань коня (шкіри, голови і чотирьох ніг). Приміщення шкіри коня вказує на гунські традиції цієї культури. Людей ховали в дерев'яних трунах. Дно трун встеляли повстю, вовняною матерією і циновкою. Труни перед опусканням в могилу тримали на вогні. Цим імітувався обряд трупоспалення. Ноги померлих часто зв'язувалися мотузками - щоб небіжчик не міг встати і принести шкоду тим, хто залишився в живих. На труни клали сідельні і уздечні набори. Іноді поруч з могилою викопувалися ями-схованки для укладання в них сідельних і уздечних наборів.